# Klimmspitze
Il   Klimmspitze    è una montagna alta 2.464 m sopra il livello del mare, sito nelle Alpi dell'Algovia, nella Catena montuosa dell'Hornbach, nello stato federale austriaco del Tirolo, in Austria.

## Geografia
La montagna è la vetta più orientale della catena montuosa dell'Hornbach. I fianchi del Klimmspitze scendono a sud e a est nella valle del Lech e a nord nella valle dell'Hornbach. A ovest si trova un collegamento di cresta con lo Schwellenspitze (2.496 m), che è subordinato al Wasserfallkarspitze (2.557 m). La carta austriaca indica un'altezza minima di 204 metri, mentre la carta del Club Alpino delle Alpi dell'Allgäu-Lechtal – Est indica un valore di 186 metri. Il distretto in cui si trova la Klimmspitze è quello di Elmen, che sorge sul fianco sud-orientale della montagna, sul lato opposto della valle del Lech.

## Origine del nome
Il Klimmspitze venne menzionato per la prima volta nel 1751 come in/von Klimer Spiz. La montagna prende il nome dal piccolo villaggio di Klimm, appena a sud-ovest di Elmen. Era già indicato nei documenti nel 1312 come Climme e nel 1318 come Klimme. L'origine del nome è probabilmente la parola medio-alta tedesca "klimmen", che può significare "stringere insieme" o "stringere". Ciò descriverebbe la posizione stretta del villaggio tra il fianco sud-orientale del Klimmspitze e il Lech.

## Alpinismo

### Storia dell'ascesa
Il primo resoconto di una salita fu fornito da Hermann von Barth nel 1869, ma è ipotizzabile che una scalata da parte di gente del posto fosse avvenuta prima della sua. Nel 1894, Christian Wolff salì sul vicino monte Schwellenkar. Le creste est e ovest furono scalate nel 1913 da J. Färber e W. Klaunig. La parete nord fu scalata da Bachschmid e Hans Wüstendorfer nel 1925.

### Accesso
La via normale per raggiungere il Klimmspitze è un sentiero segnalato che inizia dal villaggio di Klimm e conduce prima lungo il fianco sud-orientale e poi verso ovest al Großkar. La vetta si raggiunge attraverso il fianco sud-occidentale ricoperto di detriti. Ciò richiede sicurezza nei movimenti e non soffrire di vertigini.
Sul versante nord è possibile una salita senza sentieri da Hinterhornbach attraverso lo Schwellenkar, ma richiede un'arrampicata di II grado. La cresta ovest presenta la stessa difficoltà, mentre quella est è classificata III+. Il punto cruciale della parete nord è di difficoltà IV+. Negli inverni nevosi la cima Klimmspitze può essere scalata anche nell'ambito di un tour sciistico, che segue in gran parte la via normale.